# أوكسيريا
اللَّشِيش أو الأوكسيريا أو الحميضة[بحاجة لمصدر] (الاسم العلمي: Oxyria) هي جنس من النباتات يتبع الفصيلة البطباطية من رتبة القرنفليات.

## أنواع نبات الأوكسيريا
- أوكسيريا ثنائية المأنث (الاسم العلمي:Oxyria digyna)
- أوكسيريا صينية (الاسم العلمي:Oxyria sinensis)
- أوكسيريا حمضية (الاسم العلمي:Oxyria acida)
- أوكسيريا قوقازية (الاسم العلمي:Oxyria caucasica)
- أوكسيريا مستديرة الأوراق (الاسم العلمي:Oxyria rotundifolia)